# Krzysztof Klęczar
Krzysztof Jan Klęczar (ur. 20 maja 1982 w Oświęcimiu) – polski polityk, zootechnik i samorządowiec, doktor nauk rolniczych, w latach 2014–2023 burmistrz Kęt, od 2023 wojewoda małopolski.

## Życiorys
Ukończył studia zootechniczne na Akademii Rolniczej w Krakowie oraz psychologiczne na warszawskim Uniwersytecie SWPS. W 2011 uzyskał stopień doktora nauk rolniczych (w dyscyplinie rybactwo) na Wydziale Hodowli i Biologii Zwierząt Uniwersytetu Rolniczego w Krakowie na podstawie pracy pt. Wpływ ołowiu na wzrost ciała i stężenie wybranych hormonów metabolicznych u karpia. Był pracownikiem Centrum Transferu Technologii na tej uczelni.
W wyborach w 2010 uzyskał mandat radnego miejskiego w Kętach. W 2014 został wybrany na burmistrza Kęt z ramienia KWW Porozumienie Ponad Podziałami, pokonując ubiegającego się o reelekcję Tomasza Bąka. W 2018 z powodzeniem ubiegał się o reelekcję, wygrywając z Markiem Błasiakiem z Prawa i Sprawiedliwości. Działacz Polskiego Stronnictwa Ludowego, w 2021 został prezesem partii w województwie małopolskim (zastąpił na tej funkcji Andrzeja Kosiniaka-Kamysza). W wyborach parlamentarnych w 2023 bezskutecznie kandydował do Senatu z ramienia Trzeciej Drogi.
13 grudnia 2023 powołany przez premiera Donalda Tuska na urząd wojewody małopolskiego (ze skutkiem od następnego dnia), tym samym wygasł jego mandat burmistrza. W 2024 bez powodzenia kandydował w wyborach do Parlamentu Europejskiego z okręgu nr 10. W lipcu tego samego roku ubiegał się o urząd marszałka województwa małopolskiego, jednak jego kandydatura dwukrotnie nie uzyskała większości w sejmiku.

## Wyróżnienia
- Odznaka „Za Zasługi dla Związku Kombatantów RP i Byłych Więźniów Politycznych”[12]
- Odznaka „Za Wybitne Zasługi dla Związku Kombatantów RP i Byłych Więźniów Politycznych”[12]
- Złota Odznaka Zasłużony dla Polskiego Związku Niewidomych – Okręg Małopolski[12]